# Brüsszel fővárosi régió
A Brüsszel fővárosi régió (franciául: Région de Bruxelles-Capitale, hollandul: Brussels Hoofdstedelijk Gewest, németül: Region Brüssel-Hauptstadt), vagy röviden Brüsszeli régió (Région Bruxelloise, Brussels Gewest, Brüsseler Region) egyike Belgium három alkotmányos régiójának. A másik két régiótól, Vallóniától és Flandriától eltérően a brüsszeli régióra egyaránt kiterjed a flamand és a vallón közösség hatásköre, elsősorban kulturális és oktatási kérdésekben.
Brüsszel városa nem azonos a régióval, csupán egyike az azt alkotó 19 községnek (önkormányzatnak). Magának a városnak mintegy 140 ezer lakosa van, de a régió másik 18 községével együtt több mint egymillió lakosú városi övezetet alkot.
A brüsszeli régió hivatalos nyelvei a francia és a holland, a fővárosban minden felirat és utcanévtábla kétnyelvű és a legtöbb hivatalos szervnél és közszolgáltatónál mindkét nyelv használható. Mivel az oktatás és a kultúra állami irányítása nem a régió, hanem a két nyelvi közösség hatásköre, ezért ezek az intézmények általában nem kétnyelvűek.
A második világháborút követő évtizedek népességmozgásainak eredményeként a régió lakossága túlnyomórészt – becslések szerint kb. 85-90% – francia anyanyelvű és kb. 10-15% a hollandul beszélők aránya.
A francia anyanyelvűeknek azonban csak egy része vallón identitású, jelentős részük külföldi, részben tengerentúli bevándorló, akik ma már valójában mindkét őslakos közösségnél nagyobb arányban lakják Brüsszel városát. Brüsszel nemzetközi szerepéből következik, hogy 2006. január 1-jei adatok szerint a régió lakosainak 73,1%-a belga állampolgár, 4,1% francia és 12,0% egyéb, EU-s tagország állampolgára. Jelentős a bevándorlók száma is, a lakosok 4,0%-a marokkói, 6,8%-a egyéb, nem EU-tagállamból származik.

## Története
A brüsszeli régió aránylag új keletű intézmény: 1970. december 24-én jelent meg a régiót hivatalosan megalakító alkotmánymódosítás, amikor a 107. paragrafus (jelenleg a 3.) kijelentette, hogy „Belgiumot három régió alkotja: a Flamand Régió, a Vallón Régió és a Brüsszeli Régió.”
Ennek ellenére csak egy 1989. január 12-én elfogadott törvény életbe lépésével alakult meg a régió és annak intézményei, kilenc évvel a hasonló flamand és vallón intézmények kialakítása után.

## Intézmények

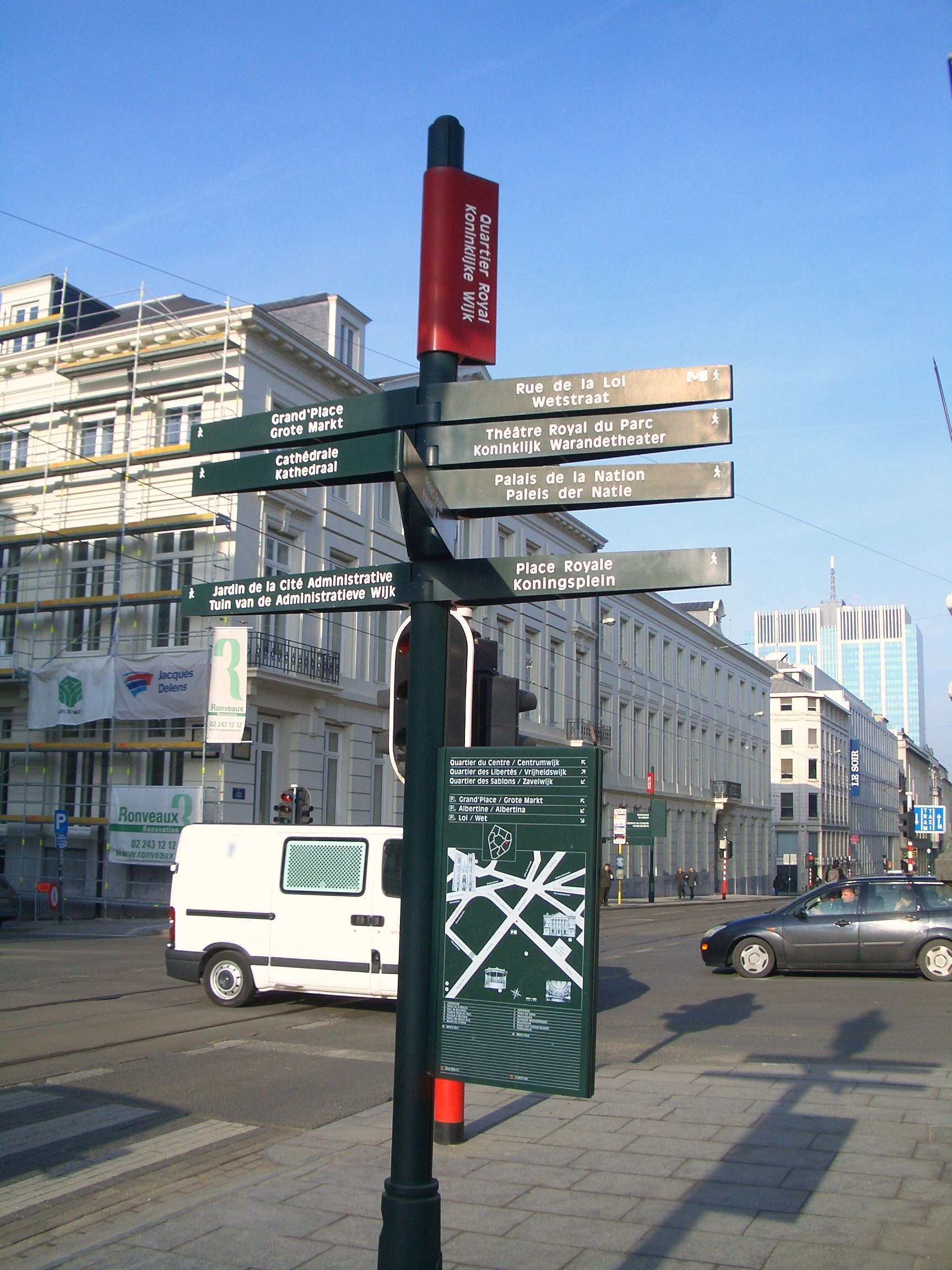
Jellegzetes kétnyelvű (francia és holland) turisztikai tájékoztatótábla Brüsszel belvárosában.

A brüsszeli régió intézményei, részben a belga alkotmányos régiók kialakításának összetett folyamata miatt, részben pedig azért, mert a régiót alkotó helyi önkormányzatokat elkerülték a Belgium más részein végrehajtott összevonások, szinte átláthatatlanok a kívülálló számára. Szerencsére a komplexitás inkább csak a törvényi és szabályozási szinten létezik, hiszen például a Brüsszeli Regionális Parlament és a Brüsszeli Regionális Kormány tagjai az agglomerációs testületekben és igen gyakran a helyi önkormányzatokban is vezető szerepet töltenek be.
- A Brüsszeli régió parlamentjének összesen 89 tagja van, ebből 72 francia nyelvű és 17 holland nyelvű. A régiós parlamenti pártok, hasonlóan a belga pártokhoz, nyelvi alapon szerveződtek. A parlament választotta meg a Brüsszeli Régió Kormányát, amely elvben nyelvileg semleges, de gyakorlatilag francia nyelvű többséggel működik: miniszterelnök (francia nyelvű), két francia nyelvű és két holland nyelvű miniszter, két francia nyelvű és egy holland nyelvű államtitkár. A parlamenti rendeletek (hollandul: ordonnanties, franciául: ordonnances) elvben a szövetségi parlament által elfogadott törvényekkel azonos jogi státuszt élveznek.
- A Brüsszel és a környező települések is létrehozták az Agglomerációs Tanácsot és annak vezető testületét, amelynek tagjai megegyeznek a régiós parlament és kormány tagjaival. Az Agglomerációs Tanács a belga decentralizációs folyamat révén olyan jogosultságokat kapott, amelyek Belgium más részeiben a helyi önkormányzatok felügyelete alá tartoznak, mint például a tűzoltóság felügyelete, a szemétszállítás megszervezése. A tanács elfogadhat rendeleteket, amelyek az agglomerációban részt vevő önkormányzatokra vonatkoznak.
- A francia nyelvű és a flamand közösség által létrehozott Közösségek Bizottsága (hollandul: Gemeenschappelijke Gemeenschapscommissie, GGC, franciául: Commission communautaire commune, COCOM), amelynek szintén van egy Nagygyűlése (a régiós parlament tagjaival) és egy Közös Bizottsága (amelyben a régiós kormány miniszterei vehetnek részt, de a miniszterelnöknek nincs szavazati joga). A leggyakrabban COCOM néven emlegetett testületnek két fő jogosítványa van: egyrészt decentralizált közigazgatási vonatkozásban a két közösséget érintő kulturális kérdésekben dönthet, támogatásokat folyósíthat és regionális érvényű szabályokat alkothat. Másik jogosultsági területe a szociális ellátás, ahol a két másik közösség által nem felügyelt szociális intézmények (mint például a kétnyelvű szociális intézmények, illetve a helyi lakosok nyugdíja) vonatkozásában alkothat szabályokat és felügyeli ezek végrehajtását. A bizottság rendeleteit csak mindkét nyelvi csoport többségének támogatásával alkothatja meg. Amennyiben ez nem jön létre, akkor a következő szavazáson már sima többség mindkét nyelvi csoport legalább harmadának támogatásával is elegendő.
- Létezik még két, közösség-specifikus intézmény is, a Flamand Közösségi Bizottság (hollandul: Vlaamse Gemeenschapscommissie vagy VGC), amely a fővárosban élő flamandok érdekeit képviseli, és francia nyelvű mása, a Commission communautaire française vagy COCOF. A két bizottság tagságát a két nyelvi csoportból a Brüsszeli Régió parlamentjébe delegált képviselők alkotják, míg a vezetőséget a nyelvi csoportból a régiós kormányba delegált miniszterek és államtitkárok alkotják. A két bizottság az egyes régiók (Flandria és Vallónia) által elfogadott törvények és rendeletek végrehajtását felügyeli a brüsszeli régióban (amelyre kiterjed a flamand és a vallon közösség, de nem a flamand és a vallon régió hatásköre).
- A Francia Közösségi Bizottság emellett egy további jogkörrel is rendelkezik, mivel a Francia Nyelvű Közösség egyes jogköreit Vallónia, illetve a Bizottság kapta meg. A flamandok nem így jártak el, sőt összeolvasztották a flamand közösség intézményeit a flamand régió intézményeivel. A két közösség eltérő felfogása a belga föderalizáció irányáról (az egyik a közösséget, a másik a régiót részesíti előnyben) azt eredményezte, hogy a Francia Nyelvű Közösségi Bizottság is rendelkezik bizonyos, korlátozott, jogalkotási hatáskörrel.
- A Brüsszeli Régió nem rendelkezik tartományi hatáskörökkel és nem is található a területén tartomány. Ezért a Régión belül a tartományi jogkörök 99%-a a brüsszeli helyi önkormányzatok hatáskörébe került, kivéve a Brüsszeli Régió kormányzójának hivatalát. A régióban összesen 19 helyi önkormányzat található, kb. 600 helyi önkormányzati képviselővel
- A régió területét 6 rendőrségi zónára osztották fel
- A régió önkormányzatai szabadon hozhatnak létre közös intézményeket a hatáskörükbe tartozó feladatok végrehajtására.

A szövetségi állam, a francia nyelvű és a flamand közösségek szintén rendelkeznek jogosultságokkal a régió területén élő lakosok felett, ezért például a régiós parlament 72 francia nyelvű képviselőjéből 19 részt vesz a Francia Nyelvű Közösségi Parlament munkájában is. 2004-ig hasonló volt a helyzet a flamand képviselők számára is, de azóta a Brüsszeli Régió területén élő flamandok a régiós parlamenti képviselőkön felül további 6 képviselőt választhatnak, akik a Flamand Parlamentben képviselik őket.
Az intézményi összefonódás eredményeként az egyes képviselők felelősségei megsokszorozódtak: a régiós parlament képviselői tagjai lehetnek a Közösségek Bizottságának, a Francia Nyelvű Közösségi Bizottságnak, a Francia Nyelvű Közösség Parlamentjének és közösségi szenátorként a belga parlament felsőházának is. A jelen pillanatban François Roelants du Vivier ( Mouvement Réformateur) és Amina Derbaki Sbaï (Parti Socialiste tölt be ennyi pozíciót.

### Önkormányzatok
A brüsszeli régiót 19 község alkotja, melyek közül Brüsszel városa a legnagyobb és a legnépesebb.
Brüsszelt alkotó önkormányzatok francia/holland megnevezése (zárójelben az irányítószámmal):
1. Anderlecht (1070)
2. Bruxelles-Ville/Stad Brussel (1000, 1020, 1120, 1130, 1040, 1050)
3. Ixelles/Elsene (1050)
4. Etterbeek (1040)
5. Evere (1140)
6. Ganshoren (1083)
7. Jette (1090)
8. Koekelberg (1081)
9. Auderghem/Oudergem (1160)
10. Schaerbeek/Schaarbeek (1030)
11. Berchem-Sainte-Agathe/Sint-Agatha-Berchem (1082)
12. Saint-Gilles/Sint-Gillis (1060)
13. Molenbeek-Saint-Jean/Sint-Jans-Molenbeek (1080)
14. Saint-Josse-ten-Noode/Sint-Joost-ten-Node (1210)
15. Woluwe-Saint-Lambert/Sint-Lambrechts-Woluwe (1200)
16. Woluwe-Saint-Pierre/Sint-Pieters-Woluwe (1150)
17. Uccle/Ukkel (1180)
18. Forest/Vorst (1190)
19. Watermael-Boitsfort/Watermaal-Bosvoorde (1170)

## Népesség és nyelvhasználat

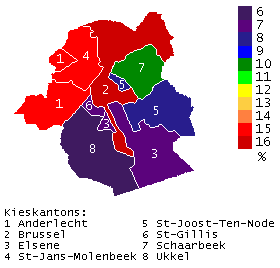
Holland anyanyelvűek aránya Brüsszel választási kerületeiben, a 2007-es önkormányzati választások eredményeként

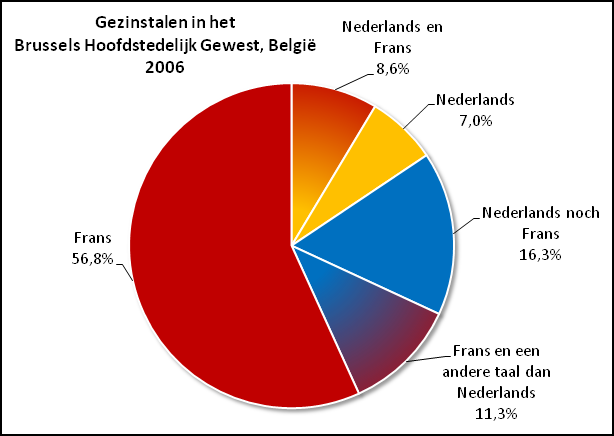
A brüsszeli háztartásokban beszélt nyelvek megoszlása
Piros: francia
Narancs: holland és francia együtt
Sárga: csak holland
Kék: holland és második nyelvként francia
Ibolya: francia és egy másik nyelv

A régió lakossága 2007. január 1-jei becslés alapján kb. 1 031 215 fő volt, a régió népsűrűsége 6390 fő/km². Egy 2006-os jelentés szerint a brüsszeli régió lakosságának kb. 46,3%-a külföldi származású, azaz nem Belgiumban született (bár időközben megszerezhette a belga állampolgárságot), és az itt élők 26,8%-ának nincs belga állampolgársága. Egyes kerületekben utóbbiak inkább munkát kereső bevándorlók, míg a tehetősebb kerületekben inkább a nemzetközi intézmények és vállalatok által foglalkoztatott értelmiségiek.
Az itt élők eredetileg a "Brusselaar"-t, a helyi brabanti nyelvjárást használták, amely a modern holland nyelv egyik elődje. A flamand és a vallón egyéb nyelvjárásaihoz hasonlóan a brüsszeli dialektust is már csak maroknyian beszélik, és a régió leggyakrabban használt nyelve a francia és az angol. The first language of roughly half of the inhabitants is not an official one of the Capital Region.[forrás?] Nevertheless, about three out of four residents have the Belgian nationality.

A francia forradalom előtt a legelterjedtebb nyelv a holland, illetve a brüsszeli nyelvjárás volt, franciául csak a nemesség és személyzetük beszéltek. A francia megszállást, illetve az 1830-as függetlenséget követően azonban a francia lett a város, illetve Belgium hivatalos nyelve, bár ekkor Brüsszel lakosságának 90%-a még holland volt. A 19. század során jelentősen megugrott a fővárosban élő franciaajkúak száma, az ide bevándorló francia állampolgárok, illetve az államigazgatásban alkalmazott vallonok révén. Az új állami nyelv kiválasztását jelentősen befolyásolta, hogy az arisztokrácia, az egyház és az értelmiség franciául beszélt, és a flamandot csak az alsóbb néptömegek, a parasztok és a munkások nyelvének tartották. Ehhez járult még az északi szomszéd Hollandia felé irányuló ellenszenv.
A flamand városokban, mint például Gentben és Antwerpenben éppen ellentétes irányú folyamatok játszódtak le: a flamandosítás folyamata során a francia nyelvet használók kiszorultak a közigazgatásból és a kulturális életből és ezek is Brüsszel felé vették az irány, még tovább növelve a francia népesség arányát.
2007-re Brüsszel lakosai szinte kizárólag a franciát használják a napi kommunikációban, amely a francia nyelv elterjedtségével (az EU egyik hivatalos munkanyelve), a francia ajkúak idengennyelv-tudásának hiányával és a hollandul, illetve flamandul beszélőkkel szemben érzett ellenszenvvel magyarázható. A holland nyelvű látogatók saját bőrükön érzik ennek hátrányát, hiszen manapság már nem ritka, hogy nem lehet hollandul kommunikálni az utcán vagy hivatalokban.
Statisztikailag a Brüsszeli Régió lakossága fiatalabb, mint a belga átlag és jelentősebbek a gazdagok és a szegények közötti különbségek is. Brüsszelben jelentős számban élnek még muzulmánok, elsősorban török és marokkói bevándorlók, illetve túlnyomórészt franciaajkú afrikai bevándorlók. A Brüsszeli Régió nem gyűjt statisztikai adatokat a népesség etnikai összetételéről ezért pontos adatok nemigen állnak rendelkezésre.

### Vallás
Bár történelmileg, a spanyol uralom és a protestánsok kitartó üldözése miatt, Brüsszel lakosságának nagy része a katolikus egyházhoz tartozott, manapság már kevesen gyakorolják vallásukat. A lakosság kb. 10%-a jár rendszeresen templomba. Más vallások közül a legjelentősebb a muzulmánok, protestánsok, anglikánok, ortodox keresztények és a zsidók jelenléte. Emellett a lakosság jelentős csoportjai vallják magukat ateistának, agnosztikusnak, illetve "humanistának" vagy "szabadon gondolkodó"-nak (a laïcité-vrijzinnig hozzávetőleges fordítása). Az államilag elismert vallások, illetve a humanista filozófiát követő csoportok állami támogatásban részesülnek, illetve az iskolában a tanulók 6-tól 18 éves koráig heti két óra időtartamban egy szabadon választott vallást vagy a humanista filozófia által inspirált erkölcstant tanulmányozhatnak.

## Közlekedés

A brüsszeli metróhálózat térképe

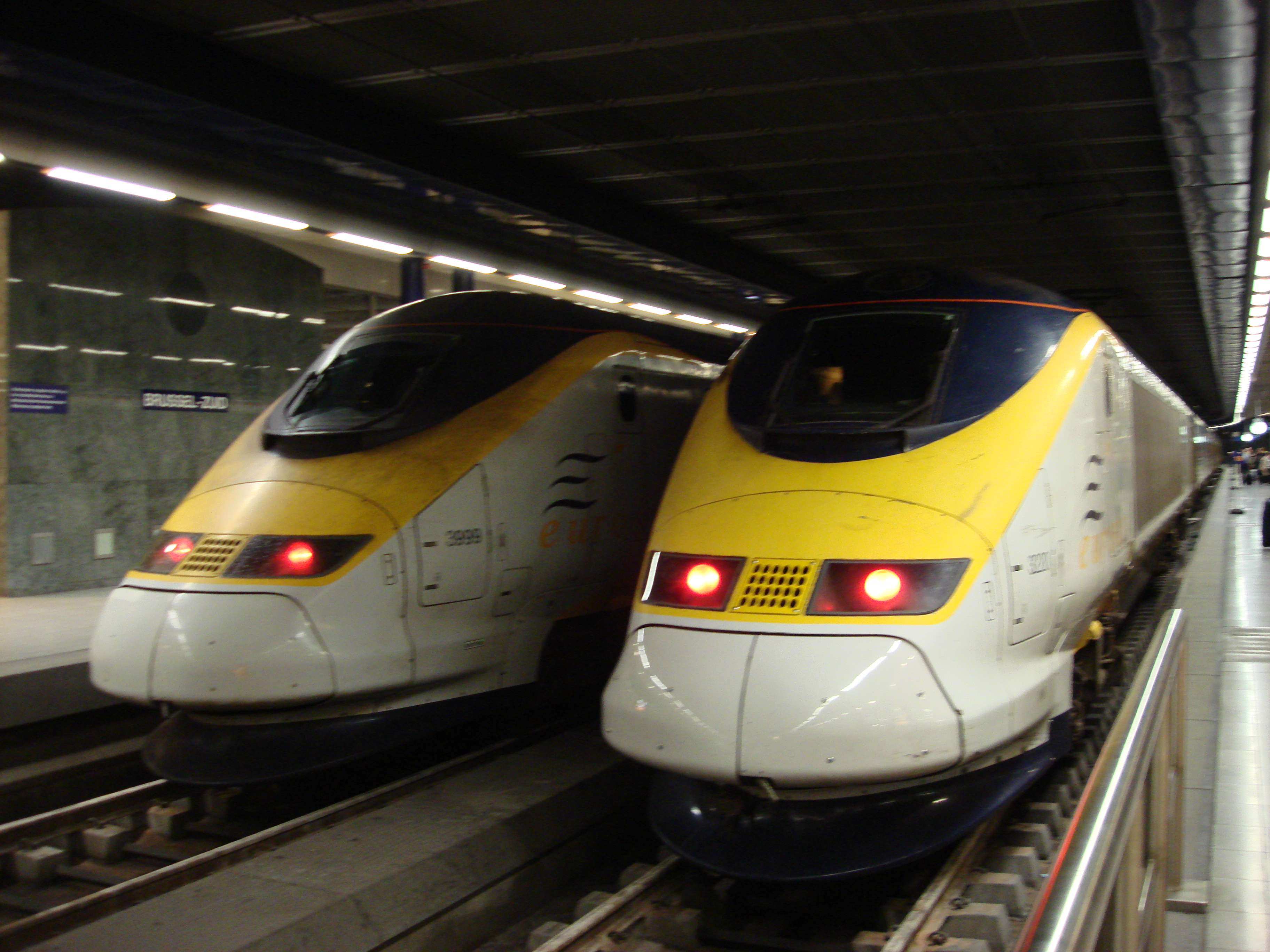
Az Eurostar szerelvényei a Brüsszel Midi/Zuid állomáson

### Közúti közlekedés
A régió autóval rendkívül könnyen megközelíthető (elsősorban hétvégén, illetve a kora reggeli és késő esti órákban, amikor az R0 körgyűrű nincs bedugulva). Belgium nagyvárosaival háromsávos, jó minőségű és éjszaka is kivilágított autópályák kötik össze Brüsszelt. Az R0 körgyűrűt a brüsszeli régió határai mentén építették, a legtöbb helyen háromsávos, sebességkorlátozás nélküli autópálya, ide csatlakoznak be a városba irányuló és innen induló autópályák
- E19/A7 (déli szakasz): Halle, Nivelles, Mons, Cambrai (Franciaország)
- E40/A10 (nyugati szakasz): Aalst, Gent, Bruges, Ostende
- E19/A1 (északi szakasz): Mechelen, Antwerpen
- E40/A3 (keleti szakasz): Leuven, Liège
- E411/A4: Wavre, Namur, Luxembourg

### Légi közlekedés
Brüsszel nemzetközi repülőtere egy közeli település, Zaventem mellett található, az R0 körgyűrűn kívül, de a belvárosból nagyon könnyen és gyorsan megközelíthető. Ez a repülőtér Belgium illetve Flandria legnagyobb és legforgalmasabb repülőtere. Az elsősorban diszkont repülőtársaságok által használt Brüsszel South Charleroi repülőtér valójában a várostól délre, Charleroi város mellett található.

### Vasúti közlekedés
Az utasok számára legfontosabb vasútvonalak és állomások a régió észak-déli tengelye mentén található, emellett kisebb állomások üzemelnek a város többi pontján.
- Brüsszel-Midi/Zuid: a város legfontosabb és egyetlen nemzetközi vasútállomása, ide futnak be az angol Eurostar, a francia TGV és Thalys és a német ICE szerelvények, illetve a belga IC és helyiérdekű szerelvények.
- Brüsszel-Nord/Noord: mint neve is mutatja, az északi rész legfontosabb vasútállomása
- Brüsszel-Central/Centraal: Brüsszel belvárosában, az történelmi városmag közvetlen közelében található vasútállomás
- Brüsszel-Congrès/Congres
- Brüsszel-Chapelle/Kapellekerk

A Midi, Nord és Central állomásokon minden gyorsvonat megáll, míg a Congrès és Chapelle állomásokat csak néhány járat használja.
Az Európai Unió intézményei közelében találhatók a Brüsszel-Luxembourg és a Brüsszel-Schuman állomások, ahol a Namur és Luxemburg felé tartó vonatok állnak meg.

### Tömegközlekedés
A brüsszeli metrónak 4 vonala van (1, 2, 5, 6), ebből egy körjárat. A városban emellett kiterjedt villamoshálózat is kiépült, amely egyes helyeken a föld alatt premetróként közlekedik és a metróállomásokkal egybeépült (mint pl. a Montgomery állomáson.) A belvárosban a villamosvonalak egy része a föld alatt húzódó vasútvonalakhoz hasonlóan észak-dél irányban közlekednek egy alagútban, a Brüsszel Nord / Noord – De Brouckère – Brüsszel Midi / Zuid irányban. A villamosvonalak némelyike a régió közvetlen közelében fekvő, de közigazgatásilag a flamand régióhoz tartozó településekre is közlekedik, mint pl. Grand-Bigard, Tervueren, Drogenbos, és Wezembeek-Oppem.
A város igen fejlett buszhálózata gondoskodik arról, hogy tömegközlekedéssel Brüsszel szinte minden pontjára el lehessen jutni.
A brüsszeli régió tömegközlekedését főként a helyi STIB (Brüsszeli Interkommunális Közlekedési Vállalat) szolgálja ki, de összeköttetésben van Vallóniával a TEC és Flandriával a De Lijn közlekedési vállalatok hálózata által.